# Muzika mizrahit
Muzika mizrahit (Hebreeuws: מוזיקה מזרחית; 'oosterse muziek' of 'oriëntaalse muziek') is een Israëlisch muziekgenre waarbij muzikale elementen uit Europa, Noord-Afrika en het Midden-Oosten worden gecombineerd. Het wordt vooral gezongen door Mizrachische artiesten, zoals Sarit Hadad, Lior Narkis, Zehava Ben en Shlomi Shabat. In de 20e eeuw werd er doorgaans neergekeken op dit muziekgenre en mocht het niet op de Israëlische radio gedraaid worden. Inmiddels is het omarmd en wordt het gezien als 'typische Israëlische muziek', ter vergelijken met het Nederlandse levenslied. De letterlijke betekenis van mizrahi (מזרחי) is 'oosters'.

## Geschiedenis
In de afgelopen decennia hebben Joden met roots in de Arabische wereld een eigen unieke muziekstijl gecreëerd. Het laat zich het beste omschrijven als een mix van Arabische, Turkse en Griekse muziek. In de beginjaren werd hierbij gebruik gemaakt van traditionele Arabische instrumenten, zoals de oed, kanun en darboeka. In de jaren zestig werd de elektrische gitaar toegevoegd, in de jaren tachtig de synthesizer.
Teksten kwamen oorspronkelijk uit de klassieke Hebreeuwse literatuur, waaronder gedichten van middeleeuwse Hebreeuwse dichters. Later werden gedichten van Israëlische dichters op muziek gezet. Ook werden jeugdfavorieten van geëmigreerde Mizrachische Joden vertaald van het Arabisch naar het Hebreeuws.
Hoewel muzika mizrahit onder de Israëlische bevolking vanaf het begin grote populariteit genoot, werd het de radiostations door de overheid verboden deze muziek te draaien. In de jonge Joodse staat moest 'de' Israëliër immers nog worden gevormd en muzika mizrahit voldeed niet aan het beeld dat men had van 'de authentieke Israëliër'. De verkoop van cassettebandjes werd echter vooral door de verkoop van muzika mizrahit een groot succes. Door deze zogenaamde 'cassetterevolutie' die in de jaren tachtig van de 20e eeuw plaatsvond, was de populariteit onmiskenbaar geworden en groeide de acceptatie van bovenaf. Deze acceptatie loopt parallel met de sociale strijd van Israëliërs van Sefardische en Mizrahische komaf om sociale en culturele acceptatie te bereiken.

## Vanaf de 21e eeuw
Nog altijd bestaan er vooroordelen omtrent het muziekgenre en de mensen die ernaar luisteren. Zo reageerde politicus Tommy Lapid tijdens een radio-programma in januari 2002, nadat een oriëntaals nummer was afgelopen, met: "Hebben wij Tulkarm veroverd of heeft Tulkarm ons veroverd?" In maart 2011 sprak zanger Yehoram Gaon van een "duistere golf van oosterse muziek" en noemde muzika mizrahit "vuilnis" en een "schande voor intelligentie". Het veroorzaakte een golf van kritiek, waarop Gaon reageerde met: "Het was niet mijn bedoeling, ik ben zelf een oosterse Jood."
Desondanks groeide muzika mizrahit in de 21e eeuw uit tot de meest prominente vorm van popmuziek in Israël. Tussen 2011 en 2013 werd de talentenjacht Eyal Golan Kore Lach (אייל גולן קורא לך; 'Eyal Golan roept jou') uitgezonden. In dit programma ging zanger Eyal Golan op zoek naar nieuw talent binnen het muziekgenre. Moran Mazor won het eerste seizoen, Nasrin Kadri ging er tijdens de finale van het tweede seizoen vandoor met de overwinning.